# Crypsinus yakushimensis
Crypsinus yakushimensis là một loài dương xỉ trong họ Polypodiaceae. Loài này được Makino Tagawa mô tả khoa học đầu tiên năm 1952.